# 山本志織
山本 志織（やまもと しおり、1978年〈昭和53年〉4月8日 - ）は、オフィス気象キャスターに所属する気象予報士である。元ライフビジネスウェザー所属。

## 来歴
神奈川県出身。立教大学経済学部卒業。身長166cm、趣味は読書、ヴァイオリン、ダンベル体操。
立教大学在学中の1998年に準ミス立教に選出された。同4年在学中だった2000年に『やじうまワイド』（テレビ朝日）のお天気キャスターに起用され、「現役女子大生のお天気お姉さん」として話題となった。
その後はCS朝日ニュースターを中心にキャスターやレポーターなどを務めつつ、通信教育を利用して気象予報士の資格を取得した。
2005年4月から2011年3月まで、『NHKニュース7』（週末）の気象情報を担当した。
従来から所属していたライフビジネスウェザーに加え、2012年度はセント・フォースにも所属していた。
2013年4月7日より、日テレNEWS24内デイリープラネットで気象予報を伝える（日曜・月曜担当）。
2014年9月に入籍。

## 主な出演番組
- やじうまワイド  （テレビ朝日、2000年4月から2000年9月）
- 朝日ニュース （朝日ニュースター、2000年10月から2003年3月）
- デーモン小暮のジャーナルA （朝日ニュースター、2001年10月から2002年3月）
- NHKニュース7 （NHK総合、2005年4月から2011年3月）
- デイリープラネット（日テレNEWS24（CS）、2013年4月7日 -） 、日・月曜日担当
- HTBニュース（北海道テレビ放送） - 昼の天気枠担当

## 講演
- 「Catch Your Dream〜運は待つものではなく、自分でつかむもの!」[6] 2006年6月26日 立教大学池袋キャンパス

## 新聞・雑誌掲載
- 週刊文春 （2000年4月27日号、グラビア「女子大生なキャスターたち」）
- 宝島 （2000年6月14日号、グラビア「全国美人!お天気キャスター31人」）
- GoodsPress （2007年3月10日号、「ぐずぐず花粉症撃退グッズ」記事[7]” GoodsPressウエザーニュース”花粉情報）